# The Video Show
The Video Show is een dvd van Genesis met videoclips die zijn opgenomen tussen 1976 en 1999. De dvd werd in 2004 uitgebracht.
De audio van alle tracks is vervangen door 5.1 surround sound en stereo remix zoals ook op de cd/dvd heruitgaves uit 2007/2008. Daarmee zijn wat originele soundeffects verloren gegaan, zoals op de nummers Land of Confusion en I Can't Dance.
Het album zou oorspronkelijk onder de titel The Cinema Show: A Video Anthology uitkomen, zoals op de intro van de dvd nog is vermeld. Op de dvd-hoes staat echter The Video Show.

## Tracklist
1. "No Son of Mine"
2. "I Can't Dance"
3. "Hold on My Heart"
4. "Jesus He Knows Me"
5. "Tell Me Why"
6. "Invisible Touch"
7. "Throwing It All Away"
8. "Land of Confusion"
9. "Tonight Tonight Tonight"
10. "Anything She Does"
11. "In Too Deep"
12. "That's All"
13. "Mama"
14. "Illegal Alien"
15. "Home by the Sea/Second Home by the Sea"
16. "Paperlate"
17. "Abacab"
18. "Keep It Dark"
19. "No Reply at All"
20. "Man on the Corner"
21. "Turn It On Again"
22. "Duchess"
23. "Misunderstanding"
24. "Follow You Follow Me"
25. "Many Too Many"
26. "A Trick of the Tail"
27. "Ripples"
28. "Robbery, Assault and Battery"
29. "Congo"
30. "Shipwrecked"
31. "Not About Us"
32. "The Carpet Crawlers 1999"

Tony Banks · Phil Collins · Peter Gabriel · Steve Hackett · John Mayhew · Anthony Phillips · Mike Rutherford · John Silver · Chris Stewart · Ray Wilson
From Genesis to Revelation · Trespass · Nursery Cryme · Foxtrot · Live · Selling England by the Pound · The Lamb Lies Down on Broadway · A Trick of the Tail · Wind & Wuthering · Seconds Out · ...And then there were three... · Duke · Abacab · Three Sides Live · Genesis · Invisible Touch · We Can't Dance ·  The way we walk volume one, the shorts · The way we walk volume two, the longs · Calling All Stations · Turn It On Again · Genesis Live over Europe